# Istranca
Istranca (en turco: Yıldız Dağları o Istranca) o Strandzha (en búlgaro: Странджа, también transliterado como Strandja o Stranja ) es un macizo montañoso en el sureste de Bulgaria y la parte europea de Turquía, en la parte sureste de los Balcanes entre las llanuras de Tracia, las tierras bajas cerca de Burgas al norte y el mar Negro al este.  Su pico más alto esta en Turquía, el Mahya Dağı (en búlgaro: Махиада, Mahiada) de 1031 m s. n. m., mientras que el punto más alto en territorio búlgaro es el Golyamo Gradishte (en búlgaro: Голямо Градище) de 710 m. La superficie total del macizo es de aproximadamente 10 000 km². El nombre del macizo supuestamente deriva de Istranca, el anterior nombre del municipio de Binkılıç en el distrito de Çatalca, en la provincia de Estambul.

## Geografía y clima
El clima está considerablemente influido por el mar Negro y es predominantemente de transición entre el clima continental húmedo y el clima subtropical húmedo. Los principales ríos de la zona son el Veleka de 147 km de largo y el río fronterizo Rezovska de 112 km.

## Parque natural de Strandzha
El parque natural de Strandzha fue creado en 1995 en la parte búlgara del macizo, es la zona protegida más grande de Bulgaria, abarcando 1161 km², o alrededor del 1% del territorio total de Bulgaria. 

## Historia y cultura
Habitada por los tracios en la Antigüedad, Istranca es una región con una gran concentración de ruinas de santuarios tracios y altares de sacrificio, dólmenes y otros objetos arqueológicos.
En estas montañas se produjo la revuelta de Ilinden búlgara de 1903 que fue aplastado por las tropas otomanas. La actual frontera búlgaro-turca en la región fue establecida tras las guerras balcánicas de 1912-1913, cuando la pare septentrional de Istranca se convirtió en parte de Bulgaria.
Culturalmente, la parte búlgara de Istranca es conocida por la arquitectura específica que puede observarse en Malko Tarnovo, Brashlyan y en la mayor parte de otros pueblos, el rico folklore y rituales distintivos, como el nestinarstvo (bailar descalzo sobre brasas ardientes), que conservan numerosos elementos paganos.

## Flora y fauna
Los montes Istranca tienen una flora y fauna rica y diversa, única en Europa. El 50% de la flora búlgara puede observarse en el parque natural de Strandzha y la zona tiene 121 tipos de hábitats. En Strandzha se pueden encontrar alrededor de 600 especies diferentes de invertebrados, así como más de 400 especies de vertebrados, 41 especies de peces de agua dulce, 10 especies de anfibios, más de 20 especies diferentes de reptiles, más de 130 especies de aves de cría y más de 60 especies diferentes de mamíferos.
Una de las razones para la abundancia de flora y fauna en Istranca es la ubicación geográfica de la zona, en un cruce de caminos biogeográfico entre los continentes europeo y asiático. 
Las comunidades de plantas en Istranca se desarrollaron antes de que Europa se separara de Asia por la formación del estrecho del Bósforo que hoy conecta el mar Negro con el mar Mediterráneo. El hielo nunca llegó a Istranca durante las edades de hielo del Pleistoceno y el Holoceno y esta falta de glaciaciones ha ayudado a crear las circunstancias para que la flora característica del período terciario en el continente europeo se ha conservado en Istranca.

## Honor

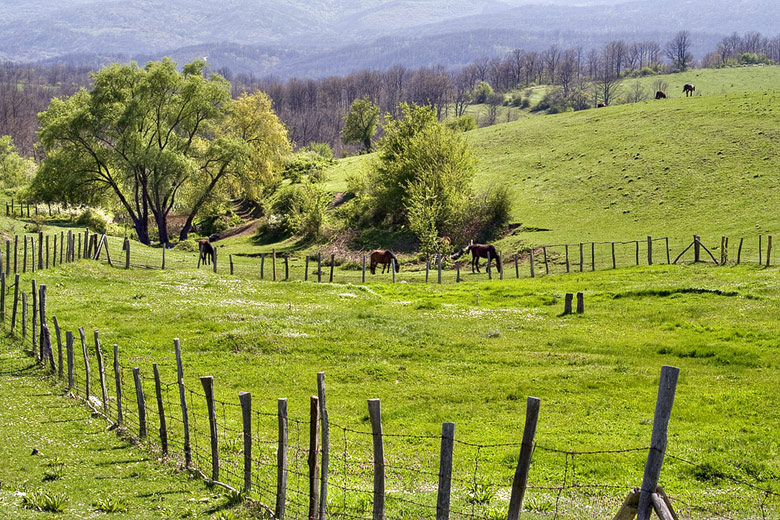
Un paisaje de la parte búlgara de Istranca.

El glaciar de Strandzha en la isla Livingston en las Islas Shetland del Sur, Antártica recibe su nombre de estos montes Istranca o Strandzha.